# Faustin de Rome
Pour les articles homonymes, voir Saint Faustin.
Saint Faustin est un saint chrétien, martyr à Rome en 303, frère de saint Simplice et de sainte Béatrice (ou Beatrix ou Viatrix). Faustin est un prénom masculin à l'étymologie latine, de « Faustus » qui veut dire heureux ou qui a de la bonne fortune. Il est honoré le 29 juillet avec sa fratrie et un homme nommé Rufus. 

## Histoire

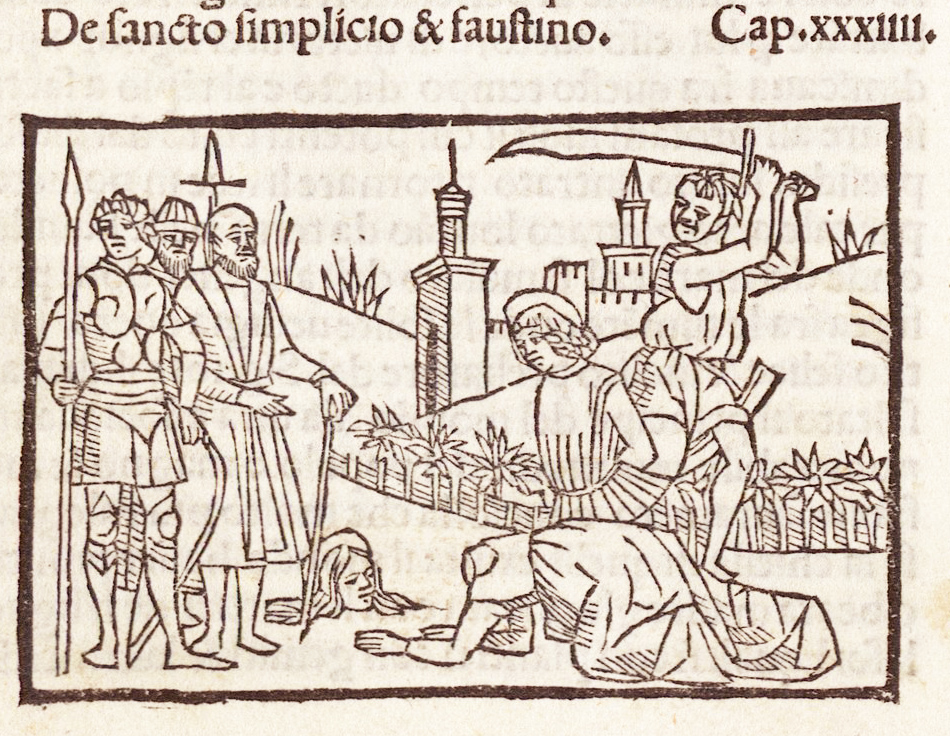
Simplice et Faustin dans La Légende dorée (1497).

Pendant les persécutions de Dioclétien, Faustin est arrêté avec son frère Simplice. Décapités, ils sont jetés dans le Tibre à Rome en 303 (ou 287 selon le récit de la Légende dorée). Leur sœur Béatrice retire leurs dépouilles du fleuve et les ensevelit honorablement sur la voie de Porto, dans le cimetière de Générosa, malgré l'interdiction impériale par leur sœur Béatrice qui, à son tour, meurt en martyr en 304 avec un homme nommé Rufus (peut-être son mari). 

## Postérité
Le martyre de Faustin et de sa fratrie est évoqué par Jacques de Voragine dans La Légende dorée.